# لیمبی
لیمبی (به لاتین: Limbi) یک منطقهٔ مسکونی در اتحاد قمر است که در آنژوان واقع شده‌است.

## خصوصیات
لیمبی  ۶۴۵ نفر جمعیت دارد.